# Александерова веверица
Александерова веверица (лат. Paraxerus alexandri) је сисар из реда глодара и породице веверица (Sciuridae). 

## Распрострањење
Врста је присутна у североисточном ДР Конгу и Уганди.

## Станиште
Александерова веверица има станиште на копну.
Врста је по висини распрострањена до 1.500 метара надморске висине. 

## Угроженост
Ова врста није угрожена, и наведена је као последња брига јер има широко распрострањење.

## Популациони тренд
Популациони тренд је за ову врсту непознат.